# A Good Man
A Good Man è un film del 2014 diretto da Keoni Waxman. Il film è il prequel di Force of Execution uscito nel 2013.

## Trama
Un soldato Alexander Coates si ritira dalle forze speciali dopo la missione fallita in Iraq dove ha visto morire una bambina tra le sue braccia. Sasha Huang è un uomo al servizio della Triade cinese. Lo fa per permettere alla sorellina Mya di arrivare negli Stati Uniti. Un giorno, il perfido Mr. Chen impone a Sasha di prendersi la colpa degli omicidi che ha commesso, e per essere più convincente rapisce proprio Mya. Alexander, a quel punto, decide di aiutare Sasha a riprendersi la sorella e a spazzare via la Triade.

## Produzione
Il film è stato girato a Bucarest, e le riprese sono durate tre settimane.

## Distribuzione
Negli Stati Uniti il film è stato distribuito direct-to-video a partire dal 19 agosto 2014.

## Sequel
Il film ha avuto un sequel, Absolution - Le regole della vendetta, uscito nel 2015.